# اچ‌ام‌اس ای۱۳
اچ‌ام‌اس ای۱۳ (به انگلیسی: HMS A13) یک زیردریایی است که طول آن ۱۰۵٫۲۵ فوت (۳۲٫۰۸ متر) می‌باشد. این زیردریایی در سال ۱۹۰۵ ساخته شد.